# Vigilio Mich
Vigilio Mich (Tesero, 5 marzo 1931 – Predazzo, 3 agosto 2019) è stato un fondista italiano.

## Biografia
Nato nel 1931 a Tesero, in Trentino, a 24 anni partecipò ai Giochi olimpici di Cortina d'Ampezzo 1956, chiudendo 16º con il tempo di 3h11'59" nella 50 km.
Ai campionati italiani ha vinto un argento nella 50 km nel 1955.